# Кајково
Кајково је насеље у општини Лепосавић на Косову и Метохији. Површина катастарске општине Кајково где је атар насеља износи 474 ha. Припада месној заједници Лепосавић. Кајково се налази са десне стране реке Ибар, 5 km северно од Лепосавића. Куће су лоциране са обе стране железничке пруге и магистралног пута Рашка — Косовска Митровица. Назив села је настао од старијег облика Каиково које је нађено записано у Повељи цара Уроша још у другој половини XIV века. У корену имена села су две речи: кај (начин за упоређивање, значи као) и ков (оно што се кује) што би по томе могло значити да се становништво у том времену бавило ковањем.
Овде се налазе Рушевине гробљанске цркве у селу Кајково.

## Демографија
- попис становништва 1948: 225
- попис становништва 1953: 261
- попис становништва 1961: 261
- попис становништва 1971: 240
- попис становништва 1981: 221
- попис становништва 1991: 208

У насељу 2004. године живи 217 становника у 60 домаћинства. Данашњи родови су: Стефановићи, Милетићи, Радуновићи, Нешовићи, Вукићевићи, Спасојевићи, Милутиновићи.